# Kaldaunenschlucker

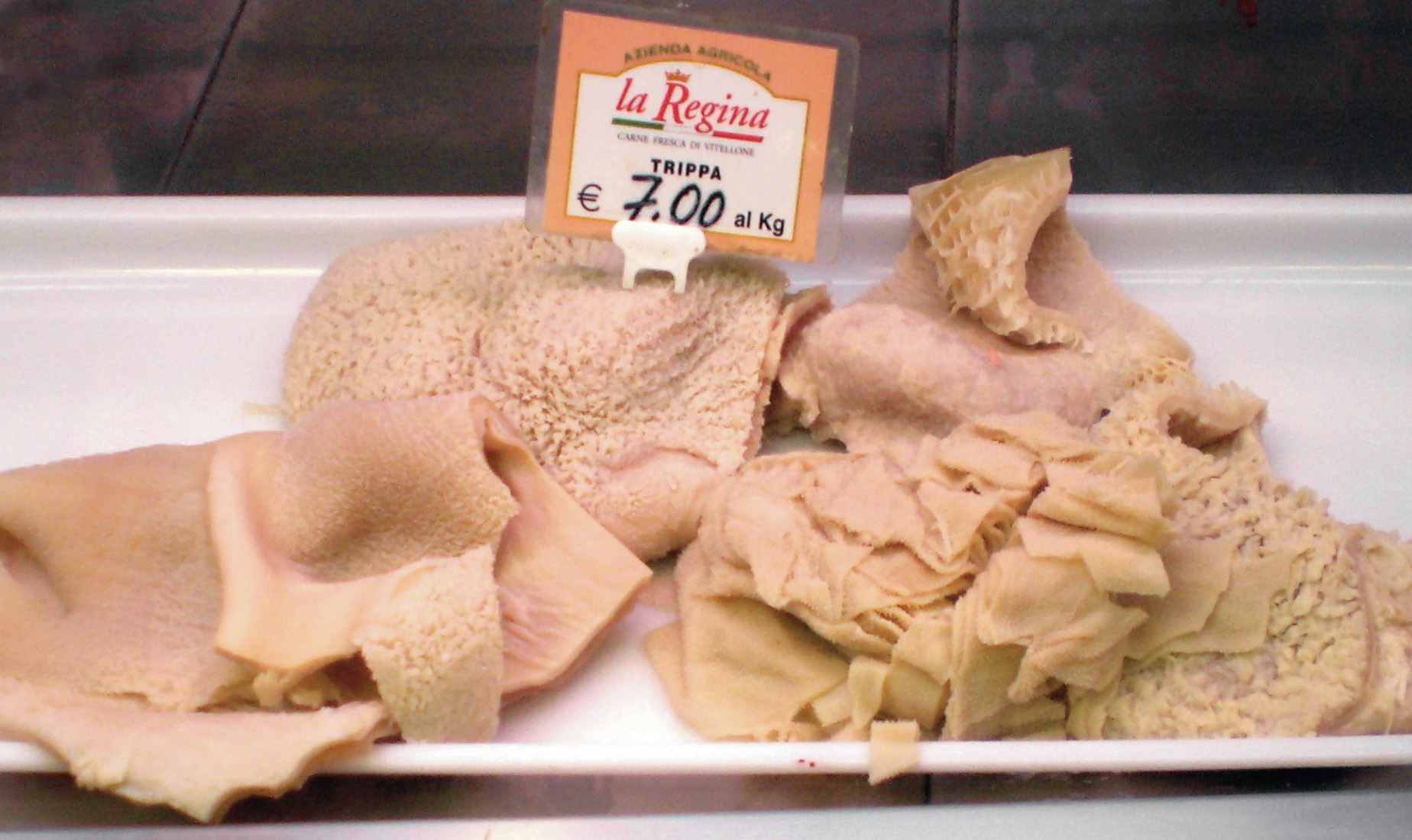
Vorgekochte Kaldaunen (Trippa) auf einem Markt in Italien. Pansen (links), Netzmagen (hinten rechts) und Blättermagen (vorne mittig)

Saure Kutteln

Kaldaunenschlucker oder Kaldaunenfresser war seit dem späten Mittelalter die abfällige Bezeichnung für arme Studenten bzw. Scholaren.

## Hintergrund
Die ärmeren Studenten nahmen ihre Mahlzeiten an sogenannten Studentenfreitischen (beneficium mensae communis) ein. Sie wurden daher auch als Benefizianten benannt. Eine unentgeltliche Verpflegung im Rahmen solcher wohltätigen Stiftungen (Benefiziaten, Benefiziaren) wurde von Klöstern, wohlhabenden Bürgern oder der Universität selbst finanziert. Häufig befand sich der Studentenfreitisch in klösterlich verwalteten Wohnheimen, den sogenannten Konvikten, weshalb die Bezeichnung Kaldaunenfresser auch auf nicht-studentische Bewohner von Konvikten überging. Die Mahlzeiten bestanden aus billigsten Zutaten. Die billigste Sorte von Fleisch waren essbare Eingeweide, die sogenannten Kaldaunen oder Kutteln.
Der Ausdruck Kaldaunenschlucker oder Kaldaunenfresser findet sich auch für Gymnasiasten in kirchlichen Einrichtungen. Absolventen der offenbar ähnlich asketisch geführten Berliner Kadettenanstalt wurden im 19. Jahrhundert ebenso bezeichnet, da „saure Kaldaunen“ ein ihnen häufig vorgesetztes Gericht war. Georg Forster berichtet in seinen Reisebeschreibungen der Fahrten mit James Cook, dass die Landbevölkerung von Madeira sich sehr karg ernährte, „Sie essen jedoch keine Eingeweide oder anderen Fleischabfall, weil die elendesten Bettler von ihnen Kaldaunenschlucker genannt werden.“ Christian Wilhelm Kindleben charakterisiert in seinem Studenten-Lexicon von 1781 die Bezeichnung Kaldaunenschlucker als ungebräuchlich und schreibt: „Kaldaunenschlucker, werden auf manchen Schulen und Universitäten diejenigen Studirenden genannt, die ihrer Armuth wegen an armer Leute Tische gehen, und oft mit schlechter Kost fürlieb nehmen müssen.“

## Ähnliche Verwendung
Ähnliche Konnotationen fanden sich bei den Ausdrücken Balg oder Pänz für Kinder, die beide auf den Bauch oder pantex wie in Pansen anspielen.